# Avenida Sullana
La avenida Sullana es una de las principales avenidas de la ciudad de Piura. Se extiende de norte a sur, conectando al distrito de Piura. Su trazo es continuado al norte por la avenida José María Escrivá.

## Recorrido
La avenida empieza en el cruce con la avenida Vice, entre el Cementerio San Miguel de Arcángel y la Universidad de Piura. La avenida cruza las avenidas Andrés Avelino Cáceres, Luis Antonio Eguiguren, Mártires de Uchuraccay y Sánchez Cerro. Posteriormente, la avenida se vuelve estrecha, pasando a denominarse Sullana Oeste, la cual atraviesa las avenidas Los Cocos, Grau, Bolognesi, Circunvalación y Don Bosco. Finalmente, la avenida termina 4 cuadras después del cruce con la avenida Don Bosco.
En la actualidad, se ha implementado una ciclovía temporal a lo largo de la avenida. Sin embargo, dicha ciclovía luce inconclusa y con severos daños en su infraestructura. Por otro lado, es invadida regularmente por motocicletas y mototaxis con el fin de evitar el tráfico vehicular.